# Lucy Takiora Lord
Lucy Takiora Lord, född 1842, död 1893, var en nyzeeländsk tolk. Hon var dotter till maorin Kotiro Hinerangi och butiksägaren William Lord. Hon är känd för sin tjänst som guide och tolk åt britterna, först under deras krig mot maorierna under 1860-talet, och därefter under britternas annekteringar av maoriernas land. Hon är en kontroversiell gestalt i Nya Zeelands historia.    